# Toyota Carina
Pour les articles homonymes, voir Carina.
La Toyota Carina est une familiale japonaise, produite de décembre 1970 à 2001. Elle est généralement considérée comme une version 4 portes de la Celica avec laquelle elle partage la plateforme. Cependant, les premières générations de Carina eurent également des versions 2 portes.
Au fil du temps, elle s'est rapprochée de la Corona, en étant une variante plus sportive destinée à une clientèle plus jeune. Elle a occupé alors le créneau entre la Corolla et la Corona.
Elle a été remplacée au Japon par l'Allion et en Europe par l'Avensis.
Pour compliquer la différenciation, les dernières générations de Corona ont été commercialisées sur le marché européen sous le nom de Carina (Carina II et Carina E) alors qu'il existait au même moment des Carina totalement différentes sur d'autres marchés.

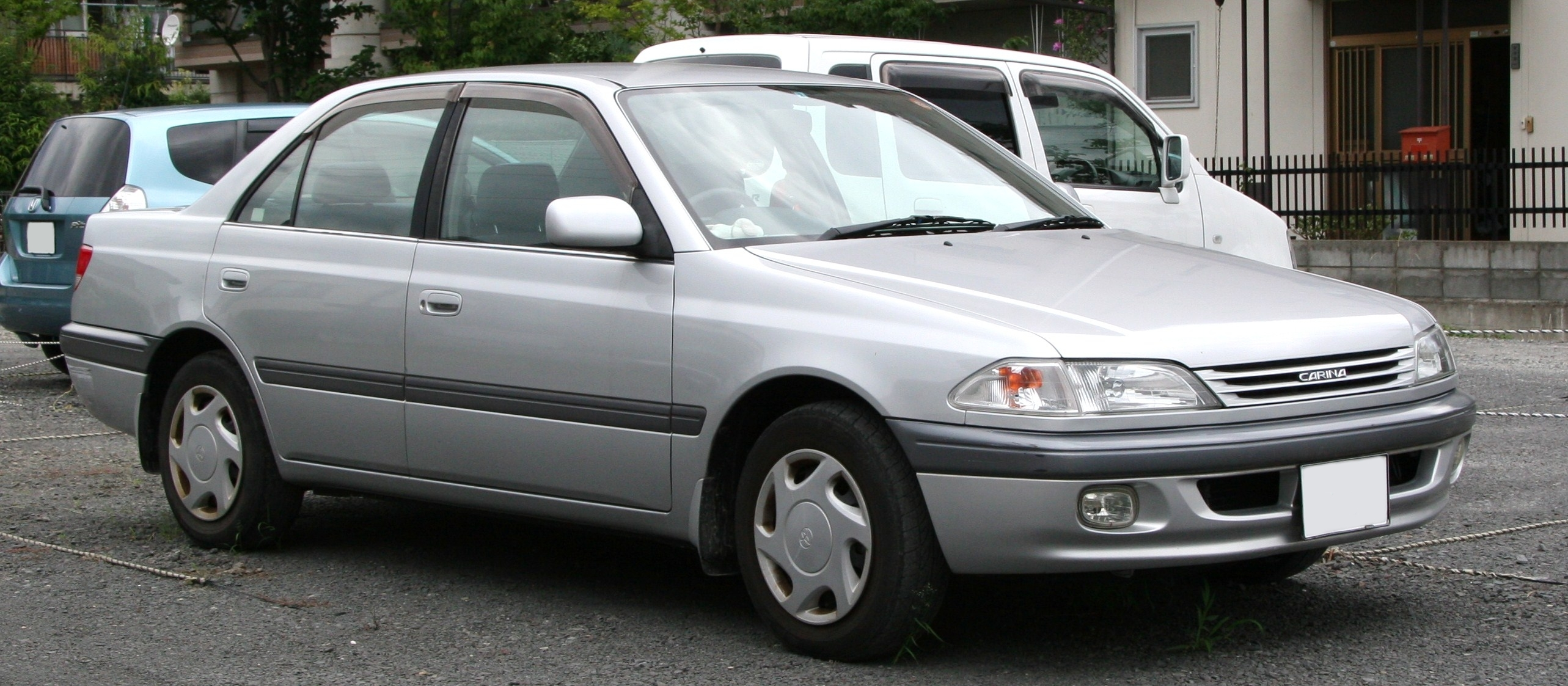
Carina T210 phase 1

## Première génération (1970 - 1977) série A10
La Carina première génération (A12) est fabriquée à partir de décembre 1970, et sa sortie européenne a lieu en octobre 1971.
Son attrait repose sur l'équipement d'origine complet qui comprend des sièges inclinables avec appui-tête, une radio, une horloge, des feux de recul et une servo-assistance des freins et qui fait souvent défaut - sauf en option coûteuse - sur les modèles concurrents.

La Carina A10 est également exportée aux États-Unis, mais son arrivée coïncide avec l'introduction par le gouvernement Nixon d'un droit d'importation de 10 % et ses volumes de ventes sont donc décevantes. Les exportations se sont alors concentrées vers d'autres marchés - dont l'Europe - et Toyota a envisagé de construire en Amérique du Nord des usines de production.

Ce modèle est motorisé par un 1407 cm³ (type T) et un 1588 cm³ (type 2T) à soupapes en tête, avec 4 vitesses et des freins à disque à l'avant. Sa carrosserie est restylée en 1972, avec de nouveaux feux arrière, une nouvelle grille de calandre, un nouveau tableau de bord et un déplacement du bouchon de remplissage dans le panneau de custode. 

La spécification est révisée une fois de plus en 1974 avec un système de refroidissement à circuit fermé, des freins améliorés, des roues redécorées avec des passages de roue évasés et une nouvelle décoration intérieure.
Pour 1976, il reçoit un nouveau style à l'avant et à l'arrière (A14), un double système de freinage en ligne avec servo-frein et un frein à main et un levier de vitesses repositionnés. L'empattement est légèrement augmenté.

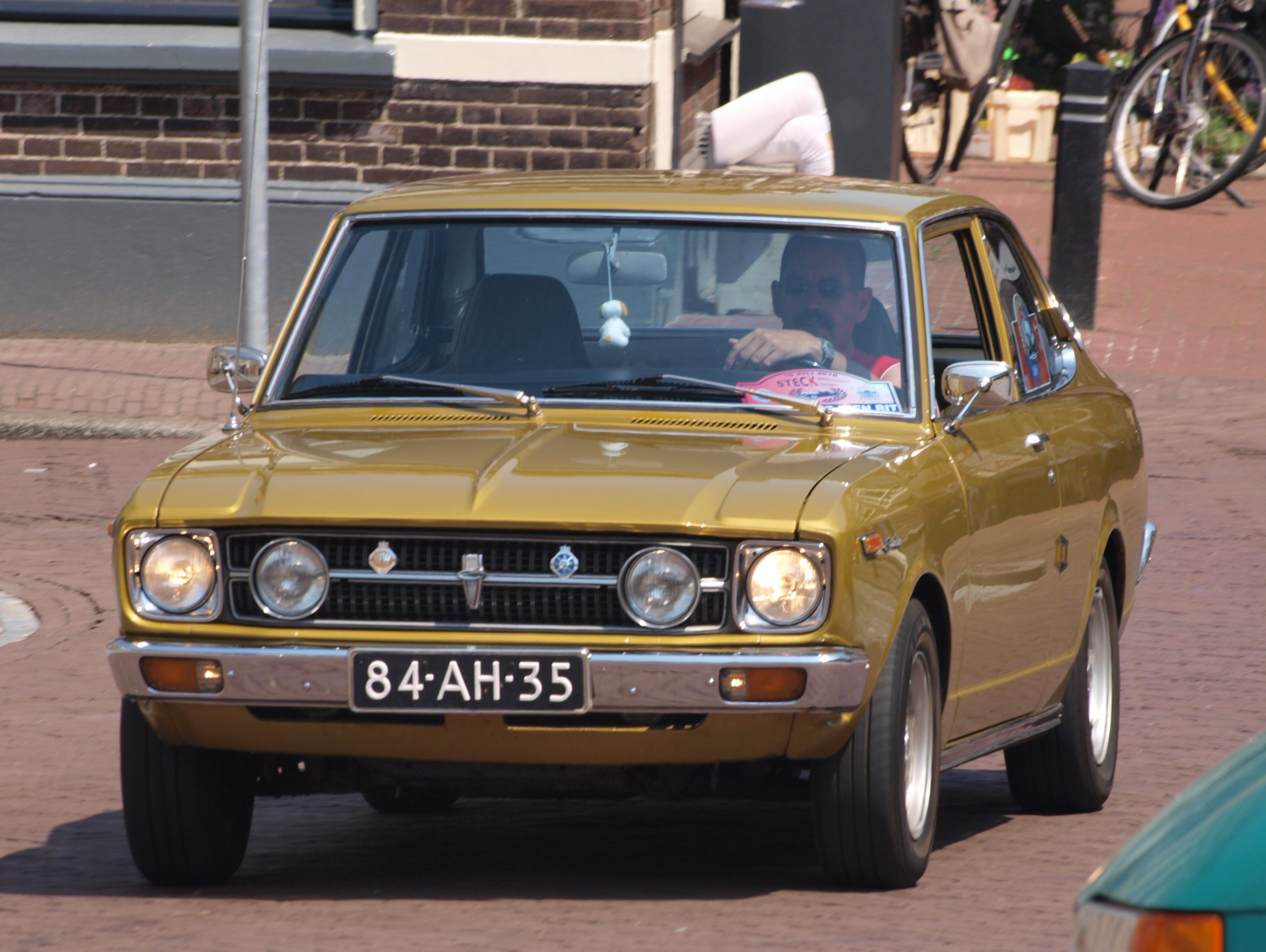
Carina 1600 - 1974
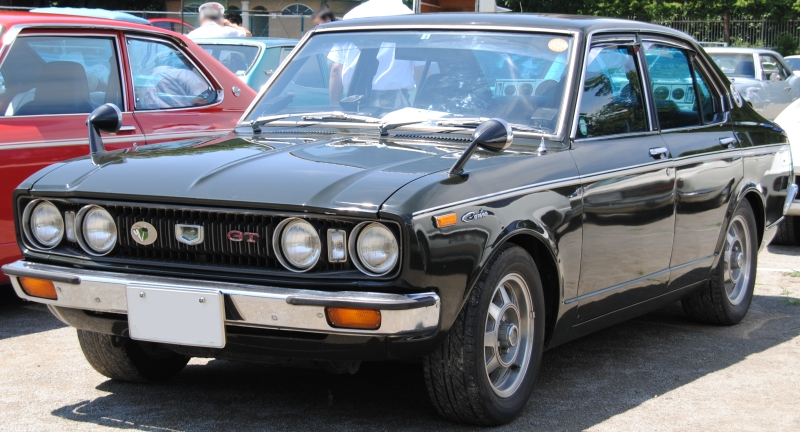
Carina 1600GT - 1976

## Deuxième génération (1977 - 1981) série A40 et A50
Sortie au Japon en août 1977, la Carina A40 est équipée du même moteur 1588 cm³ (type 2T et 12T) que la génération précédente mais également des nouveaux 1770 cm³ (type 3T et 13T) et 1968 cm³ (type 18R et 21R). Une option boîte automatique est proposée, et une version break avec suspension arrière à ressorts à lame est introduite.

En Août 1979, la série A50 est lancée : l'avant du véhicule subit un changement majeur avec l'adoption d'une calandre à feux rectangulaires sauf pour le break qui conserve ses quatre phares ronds. Les modèles berline et coupé (mais pas le break) sont équipés d'une boîte de vitesses manuelle à cinq vitesses de série et la transmission automatique est dotée de quatre vitesses. La suspension arrière est désormais à bras semi-oscillants.

### Celica Camry (1980 - 1982)
Toyota a utilisé la base de la Carina A40/A50 pour concevoir la Celica Camry, une berline quatre portes lancée au Japon en janvier 1980. Positionnée comme la version berline de la Toyota Celica, la Celica Camry a partagé quelques composants avec ce modèle. Toyota a ainsi allongé l'avant de sa Carina pour y incorporer des éléments stylistiques de la Celica Supra (connue comme Toyota Supra sur les marchés d'export).

Bien que leur empattement soit identique (2500 mm), la Celica Camry est plus longue que la Carina tout en étant plus courte que la Corona ou la Celica. Toutefois, sur certains marchés, ce modèle est commercialisé sous le nom de Carina après avoir reçu la calandre de cette dernière et un arrière spécifique : un break y est même proposé !

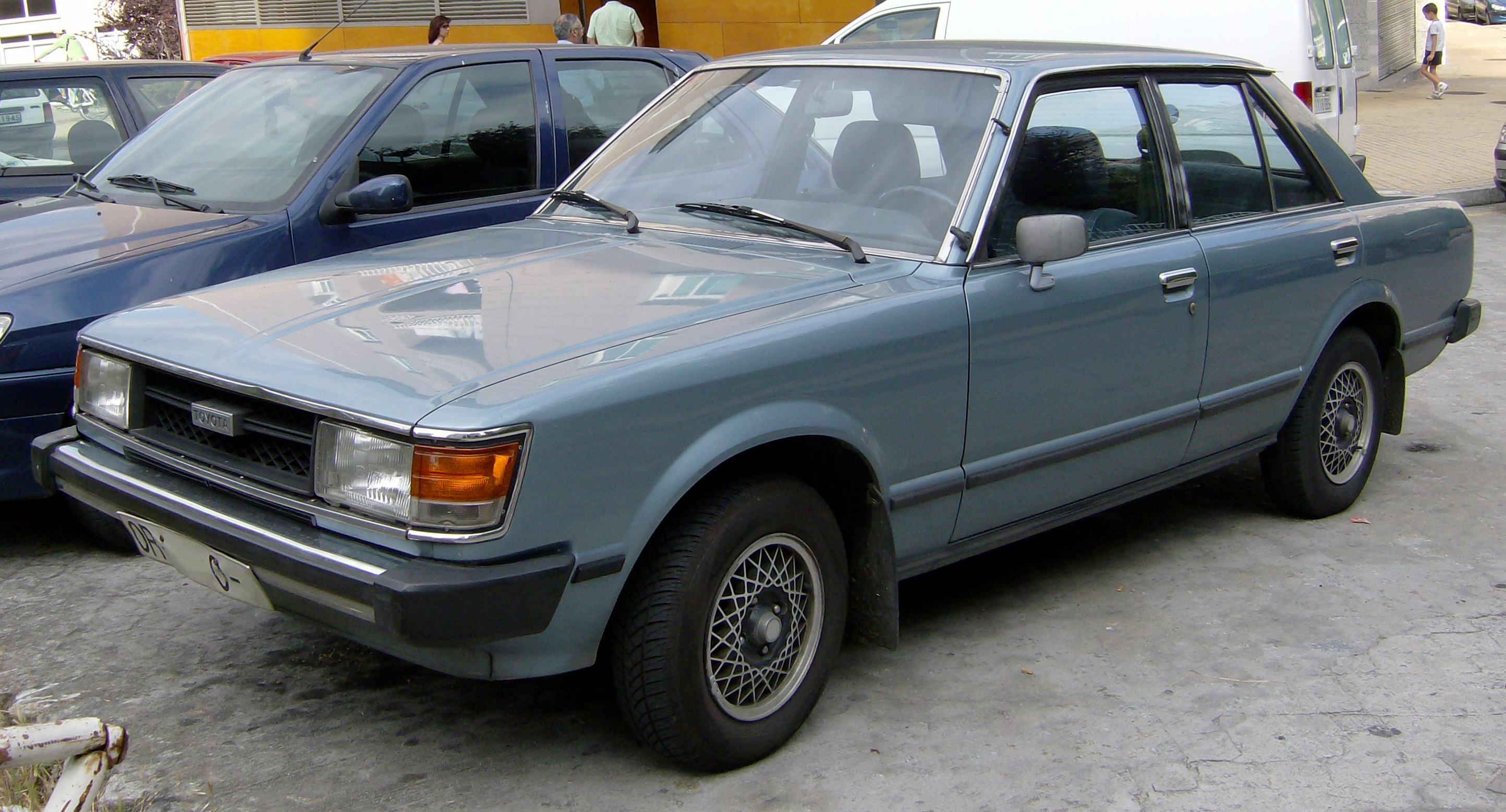
Carina de 1981

## Troisième génération (1981 - 1988) série A60

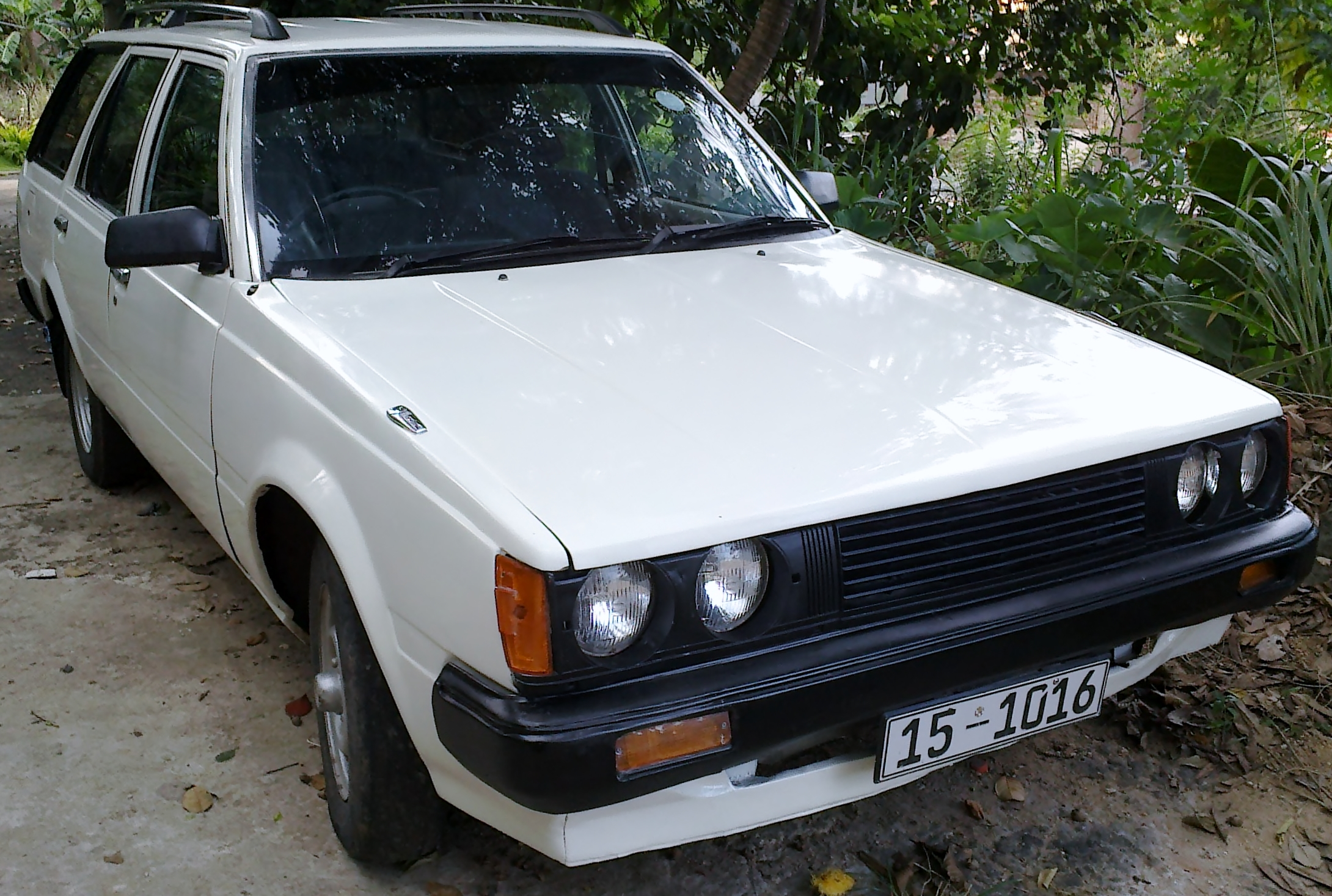
Carina break de 1984

Pour sa troisième génération présentée en septembre 1981, la Carina a suivi la mode de l'époque avec un design encore plus angulaire et quatre phares carrés. En partageant sa plateforme avec la Corona, elle a cependant conservé à contre-tendance la configuration moteur à l'avant et propulsion. 

En plus des versions essence, la Carina est désormais proposée avec l'option diesel équipée d'un moteur 1839 cm³ (type 1C) d'une puissance de 65 ch (48 kW), dans les marchés où la fiscalité sur le gazole est avantageuse. En février 1982, une version familiale à cinq portes est ajoutée, commercialisée sous le nom de Surf. 

En mai 1983, des modifications mineures sont effectuées pour l'ensemble, à l'exception des breaks. Des rétroviseurs électriques sont ajoutés, tandis que la calandre et les feux arrière sont redessinés.

En mai 1984, la quatrième génération à traction avant Carina FF (châssis T150) est introduite en parallèle et en complément de la troisième génération à propulsion qui voit par conséquent sa gamme et ses finitions se simplifier au fil des années.

## Quatrième génération (1984 – 1988) série T150/T160
Au début de la production de la 4e génération, la plateforme de la berline 4 portes est partagée avec la Corona T150 (8e génération) tandis que les autres variantes (coupé 2 portes, berline 5 portes et break) sont basées sur la plateforme propulsion de la Carina précédente. Le style est calqué sur celui de la 3e génération avec 4 phares rectangulaires et une grille de calandre similaires. La finition supérieure peut être dotée de phares aérodynamiques.

Comme la génération précédente continue à bien se vendre, plutôt que de commercialiser immédiatement la gamme complète, Toyota décide de remplacer graduellement les autres variantes (coupé et break).

En mai 1986, des modifications mineures sont apportées : grille de calandre et feux arrière sont modifiés.

### Carina II

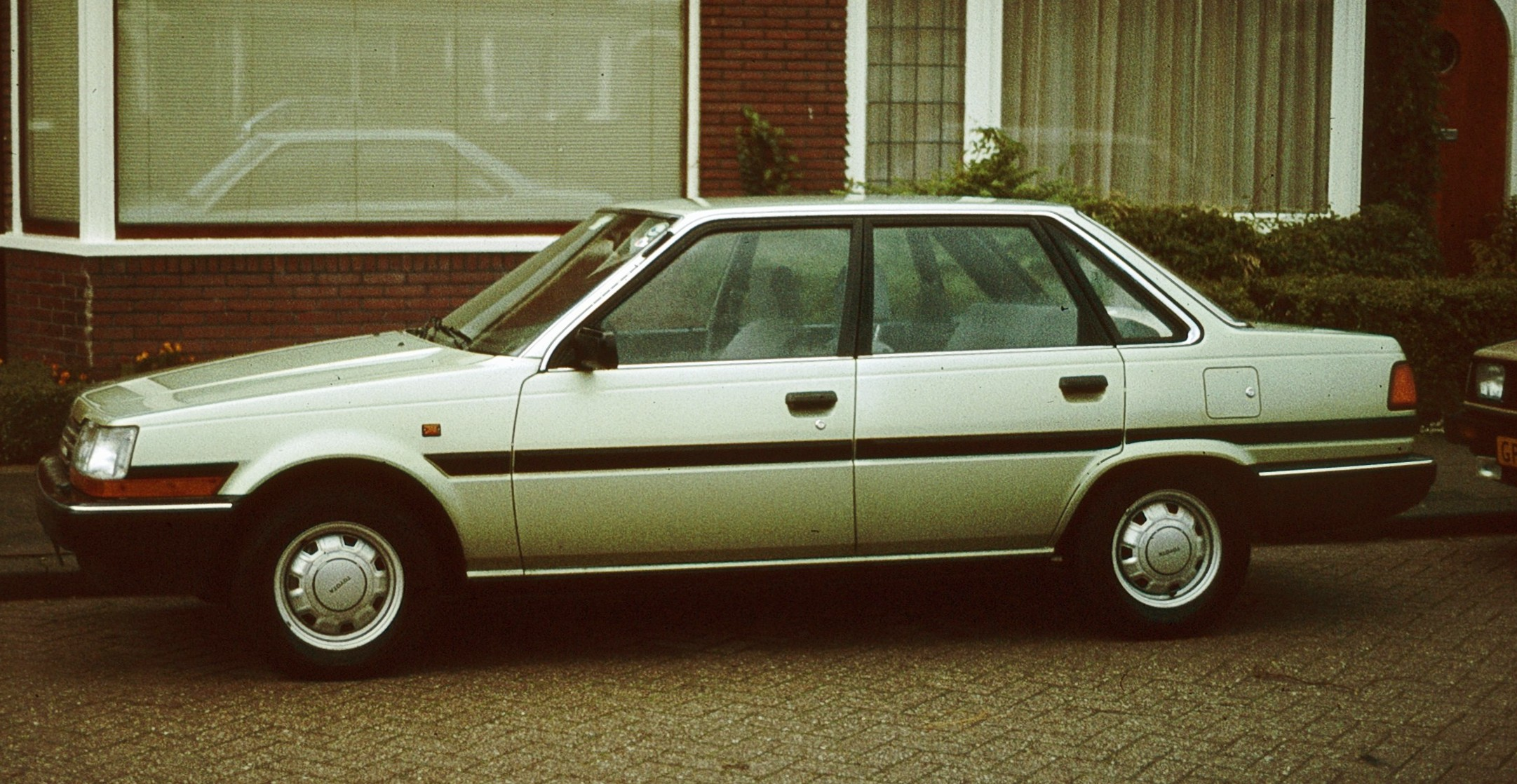
Toyota Carina II

Pour le marché européen (sauf la France), la troisième génération de Carina est remplacée par la huitième génération de Corona qui prend pour la circonstance l'appellation de Carina II

### Carina ED

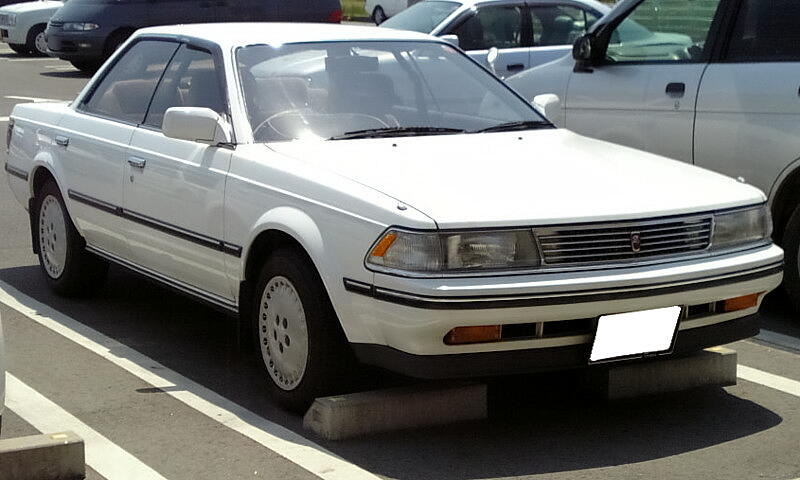
Toyota Carina ED

La Carina ED (pour Exciting Dressy] type ST160 est une version hardtop (sans montant) luxueuse et sportive qui est basée sur la Corona EXiV du même type.

## Cinquième génération (1988 - 1992) série T170/T180
Cette génération a été introduite en 1988. Le design est un peu plus arrondi que pour la précédente, suivant la mode de l'époque.
En décembre 1988, une version intégrale de la berline (AT175), à quatre roues motrices et motorisée par le 1 600 cm3 en version 16 soupapes de 113 ch (type 4A-FE), est lancée.
En août 1989, une nouvelle version 16 soupapes du 1600 codéveloppée avec Yamaha (type 4A-GE) est proposée, offrant jusqu'à 128 ch (haut indice d'octane et taux de compression élevé).

En mai 1990, quelques changements mineurs apparaissent : l'emblème de Toyota à l'arrière est modifié et incorporé dans un panneau lumineux entre les feux arrière. Un airbag conducteur est dorénavant proposé en option.

### Carina II

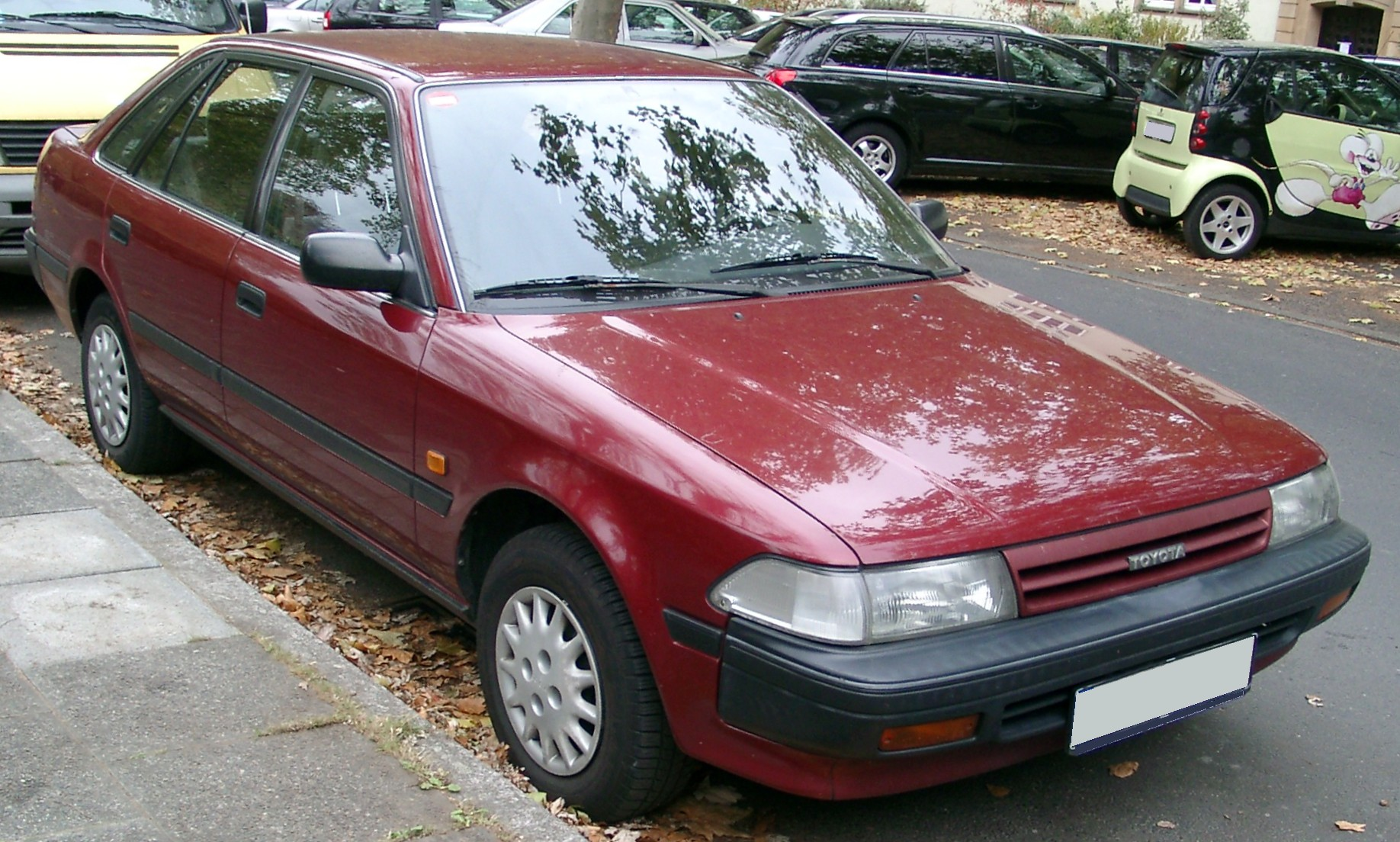
Toyota Carina II 5 P

Pour le marché européen et désormais pour la France, la neuvième génération de Toyota Corona est vendue sous le nom de Carina II.

### Carina ED

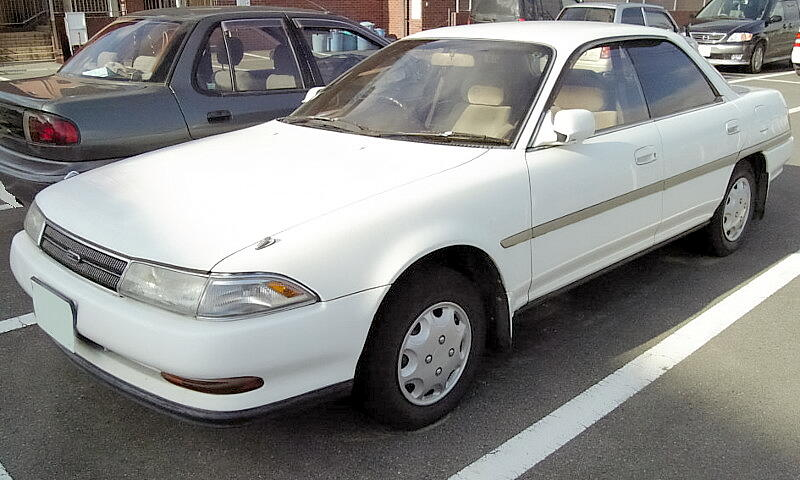
Toyota Carina ED

La deuxième génération de Carina ED type ST180 est commercialisée de 1989 à 1993.

## Sixième génération (1992 - 1996) série T190
Depuis le lancement du break Caldina, la Carina japonaise n'est plus proposée qu'en version berline 4 portes.
La version à haut rendement 4A-GE du 1600 a disparu du catalogue et la version integrale AWD a troqué son 1600 cm³ contre un 2 litres type 3S-FE. Des versions à mélange pauvre font leur apparition.

### Carinaɛ

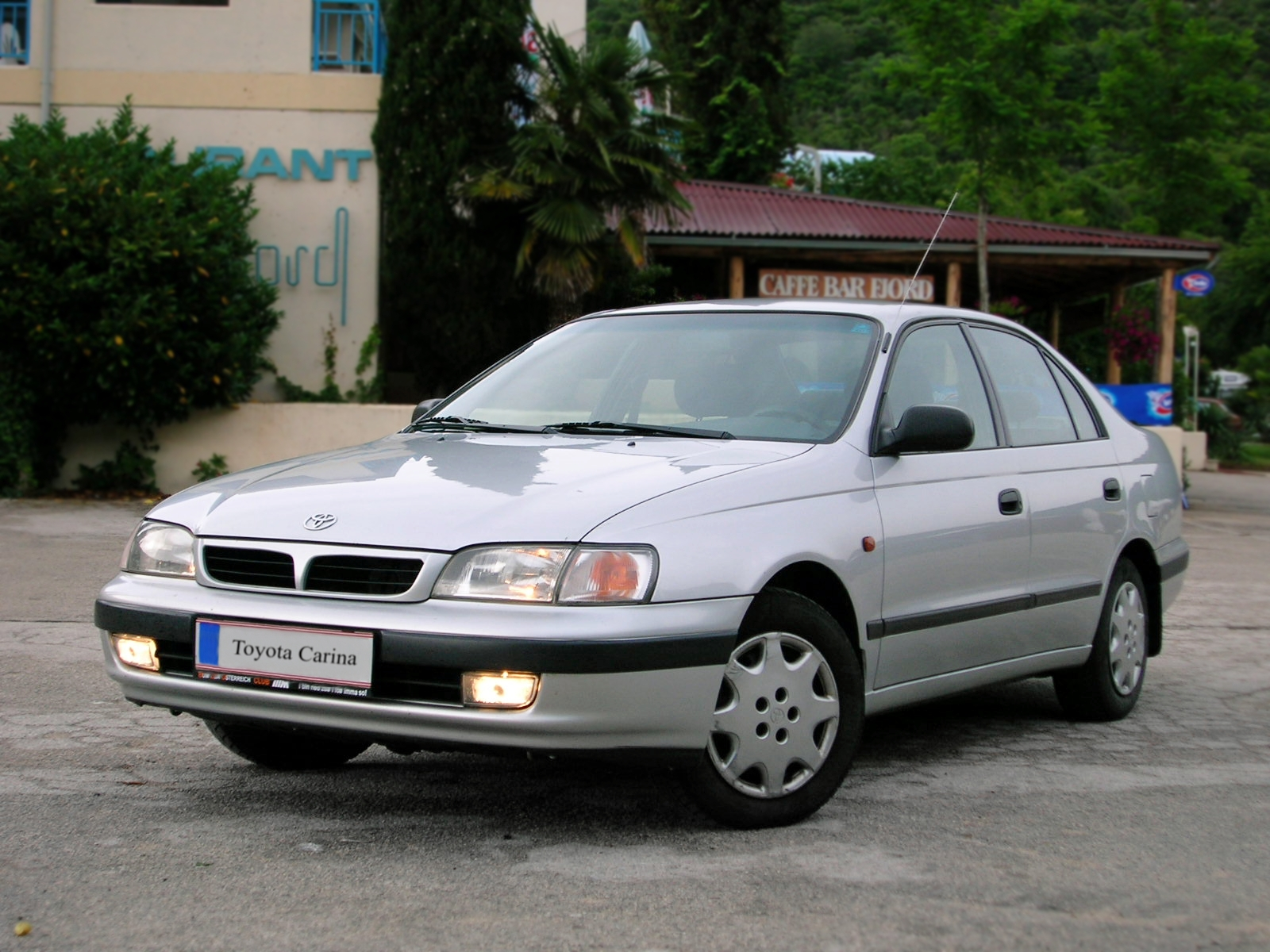
Toyota Carina 5 P

Pour le marché européen, la dixième génération de Toyota Corona est vendue sous le nom de Carina ɛ jusqu'en 1997, année de son remplacement par l'Avensis développée pour l'Europe. C'est ce modèle qui sert de base pour le nouveau monospace Picnic.

### Carina ED

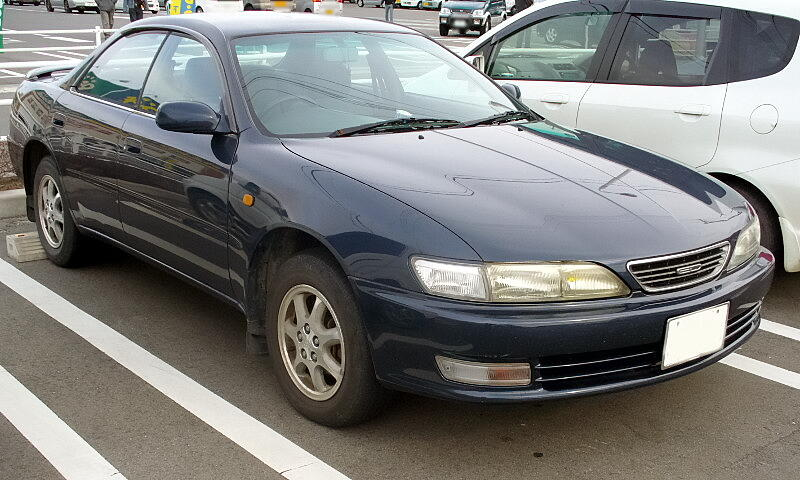
Toyota Carina ED

La troisième génération de Carina ED type ST200 est commercialisée de 1993 à 1998.

## Septième génération (1996 - 2001) série T210
En 1996, une version GT (modèle AT210) équipée d'un 1600 à 5 soupapes par cylindre (type 4A-GE black top) est commercialisée, dotée d'une boîte manuelle à 5 vitesses. En 1998, cette 1600 GT est gréée d'une boite manuelle à 6 vitesses.

La Carina partage de plus en plus d'éléments avec la Corona du moment (panneaux de portes avant, tableau de bord). En août 1998, quelques changements mineurs font leur apparition : feux avant et arrière sont modifiés, les pare-chocs sont intégralement peints, le diamètre des disques de frein est augmenté, des renforts de châssis sont ajoutés et un appuie-tête central équipe le siège arrière.

En Décembre 2001, avec la sortie de l'Allion, la production de la Carina prend fin après 31 années de carrière.
De son côté, au même moment, la Corona est remplacée par la Premio, clone de l'Allion.
Les noms Carina et Corona cessent leur existence.

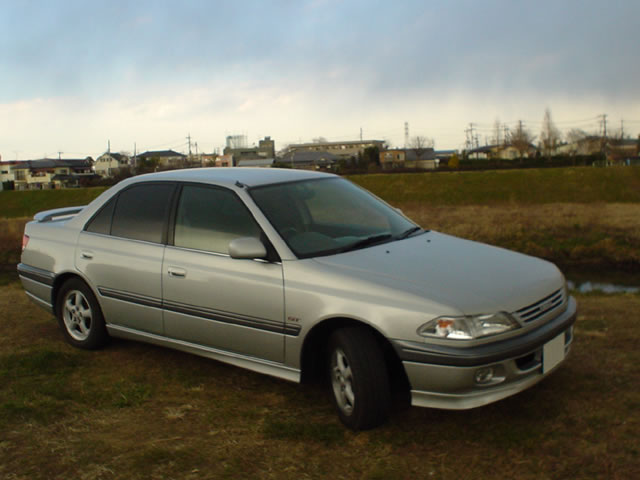
Carina 1600 GT